# Беркануш
Беркануш (арм. Բերքանուշ) — село в Араратской области Армении. Основано в 1829 году.

## География
Село расположено в западной части марза, при автодороге , на расстоянии 2 километров к северо-западу от города Арташат, административного центра области. Абсолютная высота — 835 метров над уровнем моря.
Климат
Климат характеризуется как семиаридный (BSk в классификации климатов Кёппена). Среднегодовая температура воздуха составляет 12,7 °C. Средняя температура самого холодного месяца (января) составляет −2,6 °С, самого жаркого месяца (июля) — 26,5 °С. Расчётная многолетняя норма атмосферных осадков — 272 мм. Наибольшее количество осадков выпадает в мае (46 мм).

## История
Иван Шопен отмечал, что во время присоединения к Российской империи в селе Огурбегли Гарнибасарского магала Эриванской провинции проживало 87 мусульман и 145 армян-переселенцев из Персии.

## Население
| Год переписи | Население          | Население          | Население          | Население            | Население            | Население            |
| Год переписи | Наличное население | Наличное население | Наличное население | Постоянное население | Постоянное население | Постоянное население |
| Год переписи | Всего              | Мужчины            | Женщины            | Всего                | Мужчины              | Женщины              |
| ------------ | ------------------ | ------------------ | ------------------ | -------------------- | -------------------- | -------------------- |
| 2001         | 1694               | 792                | 902                | 1808                 | 865                  | 943                  |
| 2011         | 1518               | 735                | 783                | 1568                 | 759                  | 809                  |

| Год  | Численность | Численность |
| ---- | ----------- | ----------- |
| 1831 | 145         | [ 10 ]      |
| 1897 | 580         | [ 10 ]      |
| 1926 | 510         | [ 10 ]      |
| 1939 | 546         | [ 10 ]      |
| 1959 | 1126        | [ 10 ]      |
| 1970 | 1345        | [ 10 ]      |
| 1979 | 1507        | [ 10 ]      |
| 2001 | 1808        | [ 10 ]      |
| 2004 | 1772        | [ 10 ]      |
| 2011 | 1568        | [ 11 ]      |